# Dubravko
Dubravko (serbisch: Дубравко) ist ein männlicher Vorname slawischen Ursprungs. Er leitet sich von dem altslawischen Wort dubrava (Eichenhain) ab.
Die weibliche Variante des Namens ist Dubravka.

## Namensträger
- Dubravko Detoni (* 1937), kroatischer Komponist, Pianist und Schriftsteller
- Dubravko Kolinger (* 1975), deutsch-kroatischer Fußballtrainer und Fußballspieler
- Dubravko Mandic (* 1980), deutscher Jurist und Politiker (AfD)
- Dubravko Tešević (* 1981), bosnisch-österreichischer Fußballspieler